# Literaturjahr 1925

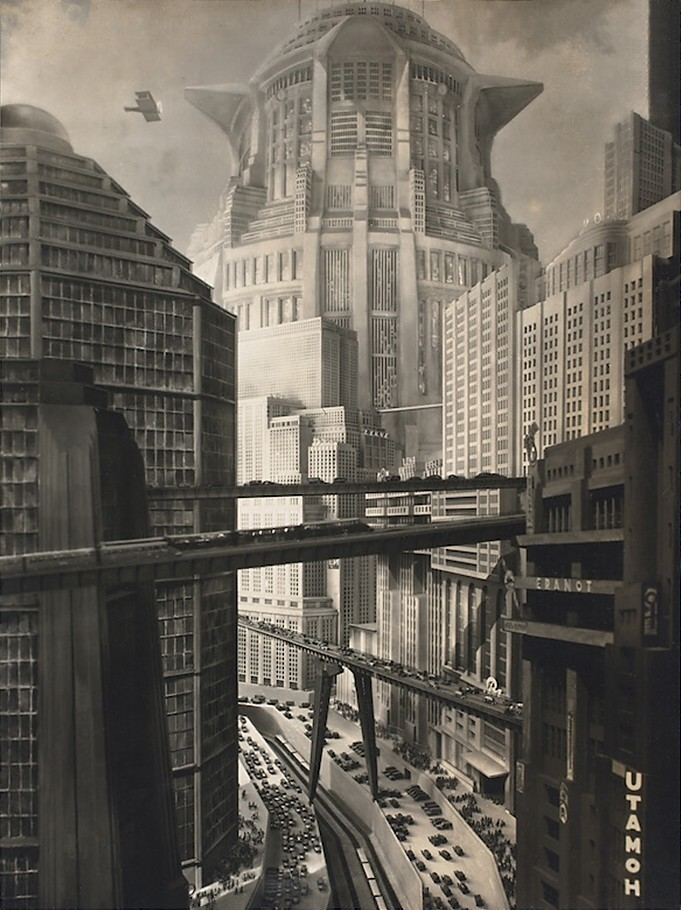
Fotografie von Horst von Harbou auf dem Filmset von Metropolis

Liste der Literaturjahre

◄◄ | ◄ | 1921 | 1922 | 1923 | 1924 | Literaturjahr 1925 | 1926 | ► | ►►

Weitere Ereignisse

## Ereignisse

### Prosa

#### Deutschsprachige Literatur

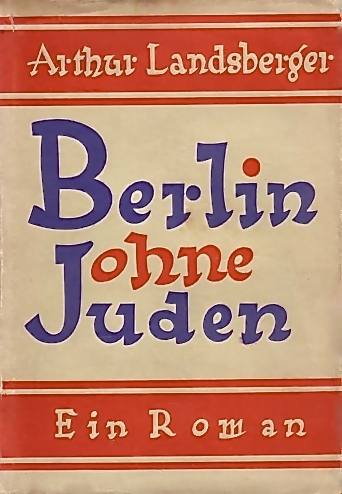
Berlin ohne Juden, Schutzumschlag der ersten Auflage

- 10. März: Auf den Autor von Die Stadt ohne Juden, Hugo Bettauer, wird durch ein ehemaliges Mitglied der NSDAP ein Mordanschlag verübt, an dem er am 26. März stirbt. Artur Landsberger veröffentlicht daraufhin den dystopischen Gegenwartsroman Berlin ohne Juden.
- 26. April: In Berlin erscheint, ein Jahr nach dem Tod des Autors, Franz Kafkas Romanfragment Der Prozess. Das Werk wird von Kafkas Freund Max Brod herausgegeben.

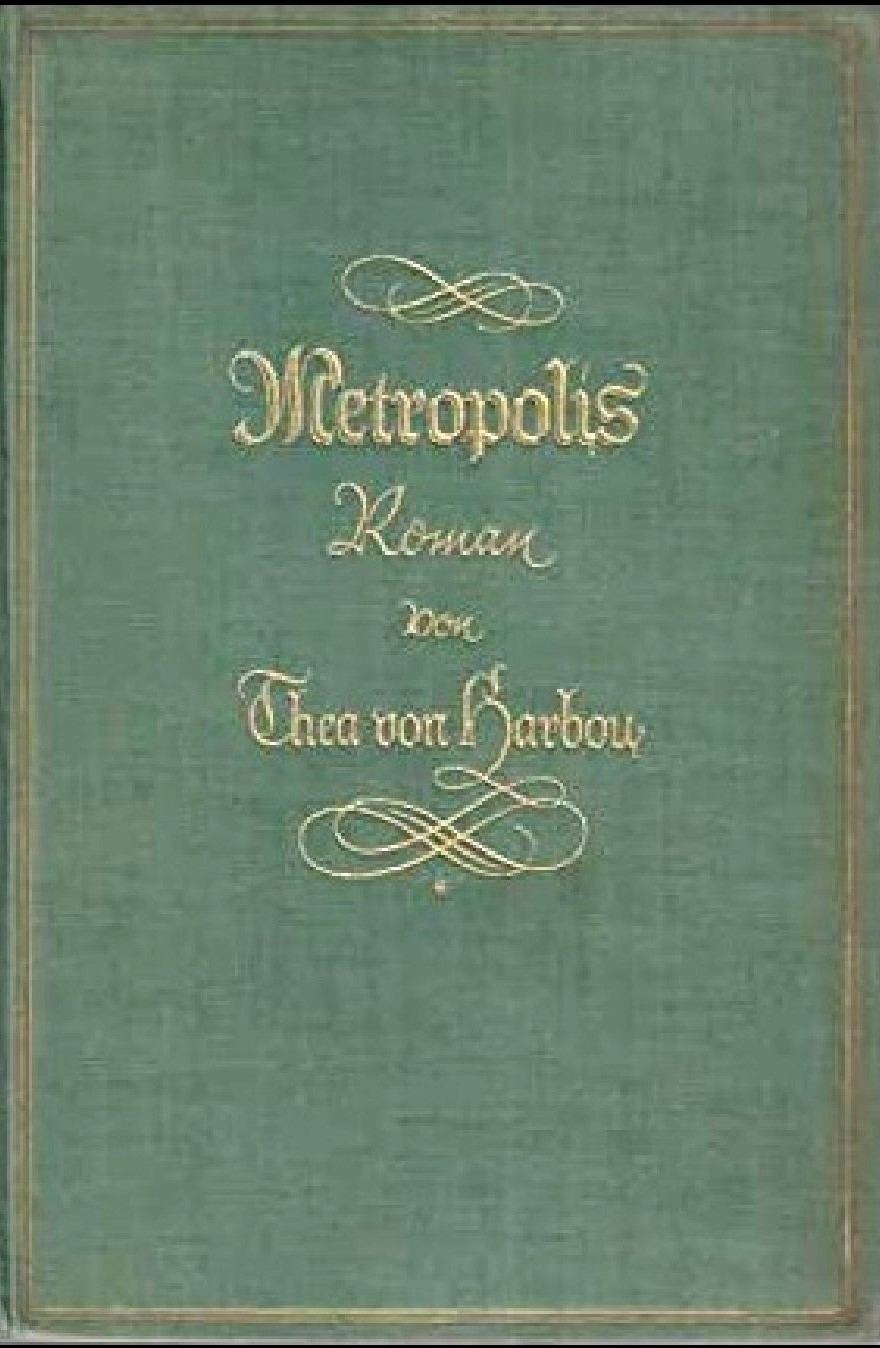
Metropolis 1925

- Thea von Harbou veröffentlicht den Roman Metropolis. Bereits am 22. Mai beginnt Fritz Lang mit der Verfilmung des Werkes.

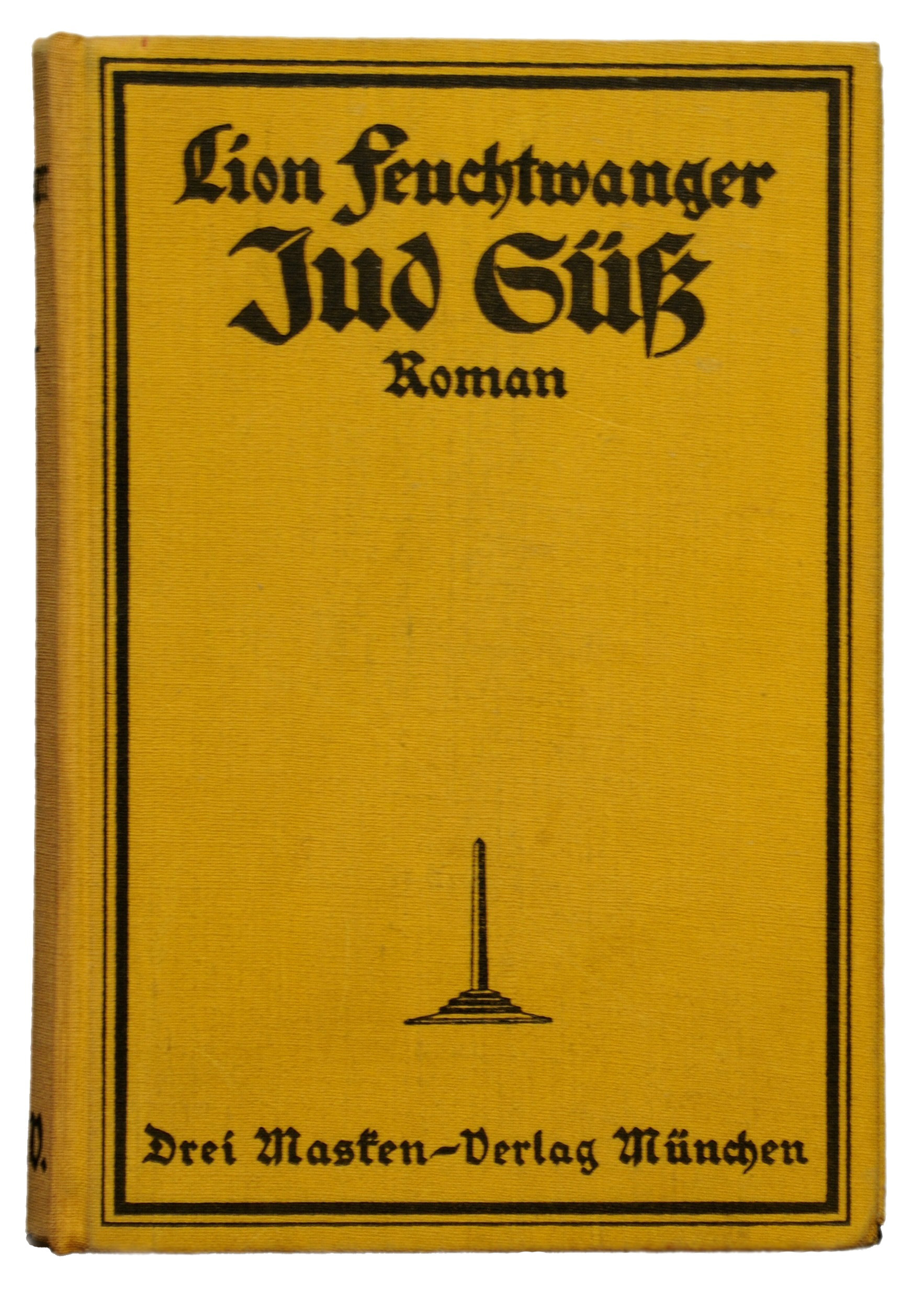
Jud Süß, Verlagseinband des Erstdrucks

- Lion Feuchtwanger veröffentlicht den historischen Roman Jud Süß über das Leben des württembergischen Hofjuden Joseph Süß Oppenheimer.
- Arthur Schnitzler veröffentlicht die Traumnovelle kapitelweise in der Berliner Modezeitschrift Die Dame. Im selben Jahr erscheint die Erzählung Die Frau des Richters.
- Von dem evangelischen Pfarrer und Schriftsteller Artur Brausewetter erscheint der Roman Dämonen der Zeit – einer von insgesamt rund 50 Romanen, die er in seinem Leben verfasste.

#### Englischsprachige Literatur
- 10. April: F. Scott Fitzgerald veröffentlicht den Roman The Great Gatsby (Der große Gatsby). Er gilt als sein Meisterwerk, in dem er sich mit Themen wie Dekadenz, Ausschweifungen, Idealismus, Widerstand gegen Veränderungen und sozialen Umbrüchen auseinandersetzt. Er schafft dabei ein treffendes Porträt der sogenannten „Goldenen Zwanziger“, der von wirtschaftlichem Wachstum, Prohibition, Kriminalität, Jazz und Flappern geprägten 1920er Jahre in den Vereinigten Staaten.
- 14. Mai: Virginia Woolfs vierter Roman Mrs. Dalloway erscheint in ihrem eigenen Verlag, der Hogarth Press, in London. Es ist ihr zweiter „experimenteller Roman“, mit dem sie sich neue Darstellungsformen im Roman erobert.
- Juni: Agatha Christies fünfter Kriminalroman The Secret of Chimneys (Die Memoiren des Grafen) erscheinen bei The Bodley Head.
- 17. Dezember: Theodore Dreiser veröffentlicht An American Tragedy (Eine amerikanische Tragödie), die noch heute als einer der besten englischsprachigen Romane des 20. Jahrhunderts gilt.
- 24. Dezember: In der Londoner Zeitung The Evening News hat Pu der Bär in der Kurzgeschichte The Wrong Sort of Bees von A. A. Milne seinen ersten Auftritt unter diesem Namen.

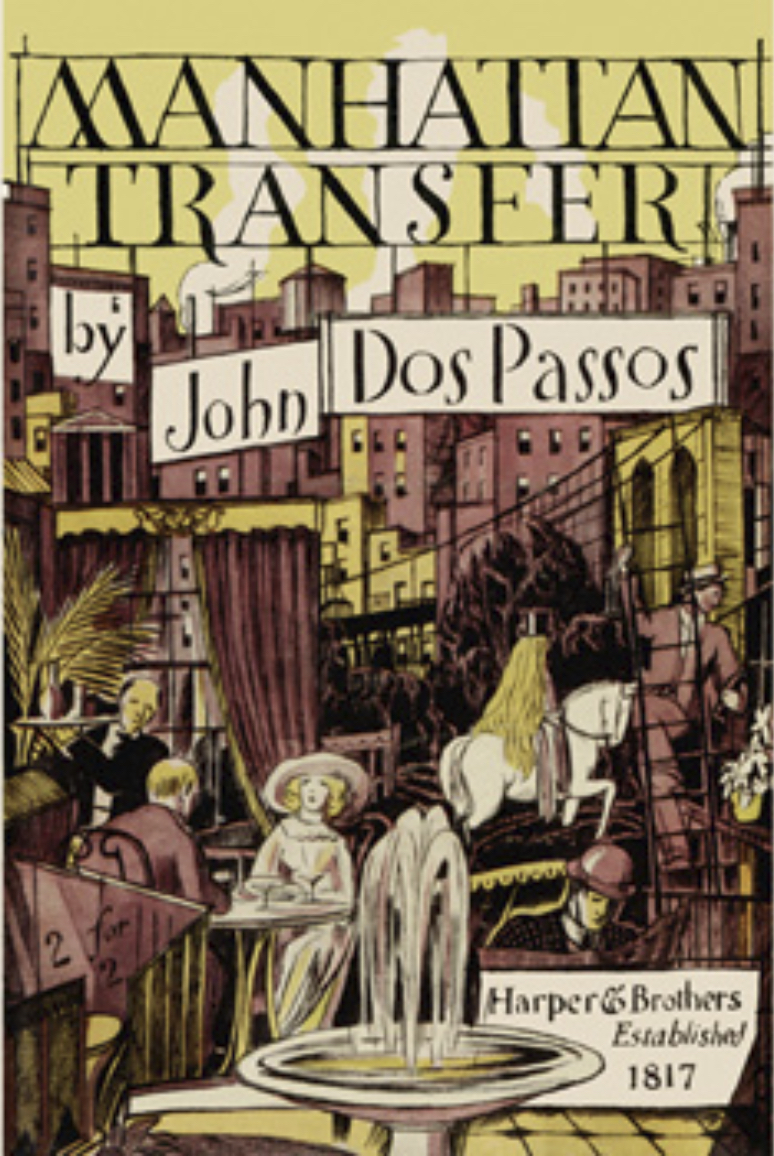
Manhattan Transfer, Verlagseinband der Erstausgabe

- Manhattan Transfer von John Dos Passos zählt zu den bedeutendsten Großstadtromanen des 20. Jahrhunderts.

#### Literatur in anderen Sprachen
- Die Schwedin Selma Lagerlöf veröffentlicht die beiden ersten Teile ihrer Löwensköld-Trilogie Löwensköldska ringen (Der Ring des Generals) und Charlotte Löwensköld. Sie spielen im Schweden des 18. Jahrhunderts und handeln von dem schicksalsschwangeren Fluch, der auf einem alten Ring liegt. Der Fluch wirkt durch die Generationen in der gesamten Roman-Trilogie fort.

### Drama
- 19. Januar: Die Komödie Der Lampenschirm, die von Curt Goetz 1911 geschrieben wurde, hat ihre Uraufführung in den Berliner Kammerspielen am Deutschen Theater.

### Wissenschaftliche Werke

#### Naturwissenschaften

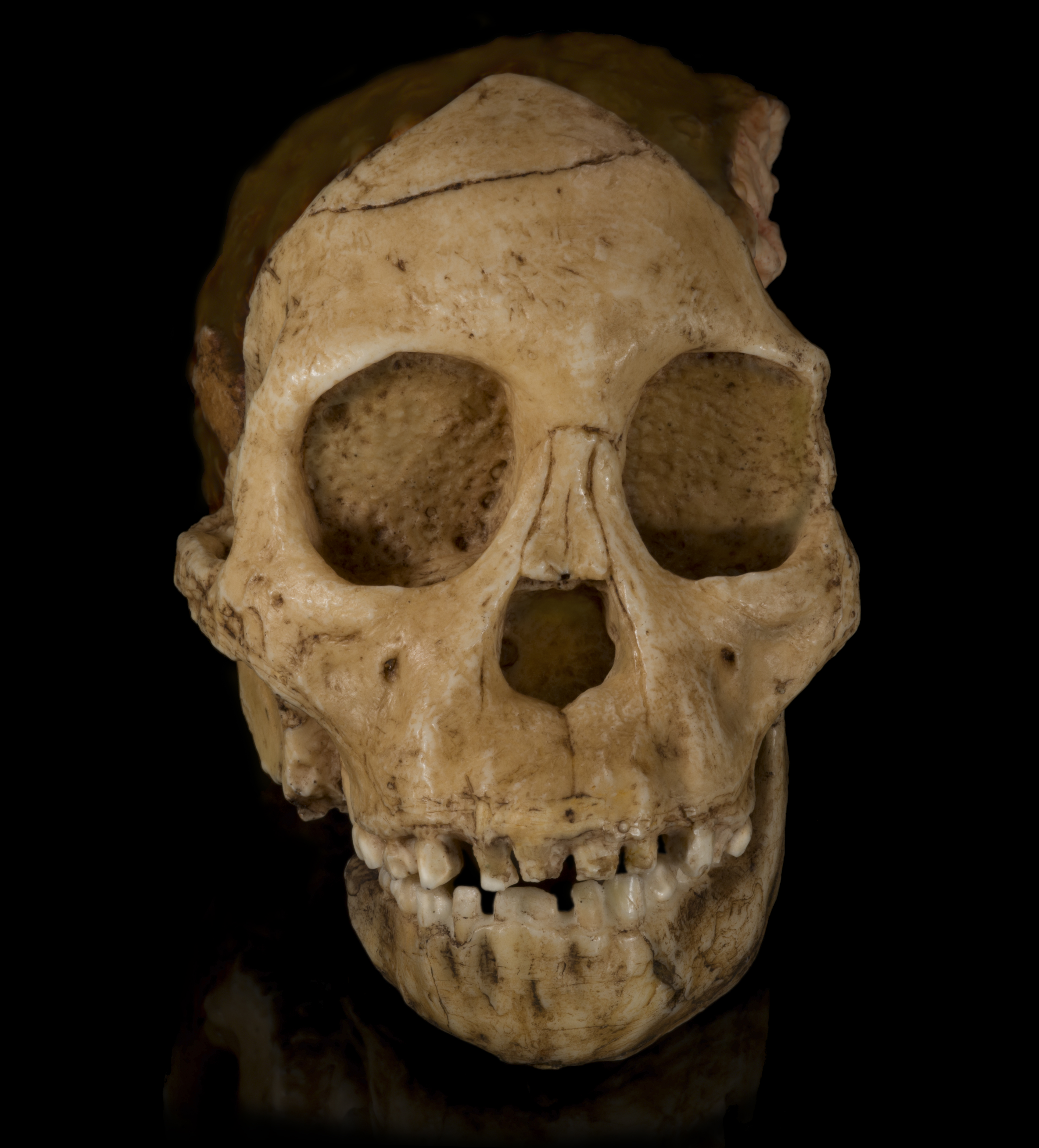
Kind von Taung, (Replikat)

- 7. Februar: Raymond Dart beschreibt in Nature das Kind von Taung, den ersten Fund der von ihm zugleich neu benannten Vormenschen-Gattung Australopithecus. Seine Darstellung des Fundes als menschenähnlich trifft in wissenschaftlichen Kreisen auf Widerspruch bis hin zu offener Feindseligkeit. Insbesondere Darts bisheriger Förderer Arthur Keith stellt seine Interpretation als „lächerlich“ dar, eine Meinung, die er erst Jahrzehnte später revidiert.
- 29. Juli: Werner Heisenberg, Max Born und Pascual Jordan reichen ihre Abhandlung über die Grundlagen der Quantenmechanik zur Veröffentlichung in der Zeitschrift für Physik ein.
- September: Werner Heisenberg veröffentlicht seine erste Pionierarbeit zur Quantenmechanik: Über quantentheoretische Umdeutung kinetischer und mechanischer Beziehungen in der Zeitschrift für Physik.

#### Kulturwissenschaften
- Leslie Hotson veröffentlicht The Death of Christopher Marlowe. Darin verarbeitet er den in Latein gehaltenen Coroners Report über den Todeshergang am 30. Mai 1593 und die Leichenbeschau des Dichters und identifiziert Ingram Frizer als Marlowes Mörder. Die Entdeckung gibt zugleich der wissenschaftlich nicht akzeptierten Theorie der Marloweschen Urheberschaft der Werke Shakespeares Auftrieb.
- Im Buch Die Kunstismen von Hans Arp und El Lissitzky werden die Strömungen der Avantgarden in der Bildenden Kunst von etwa 1914 bis 1924 ironisch definiert und illustriert.

### Politik und Religion

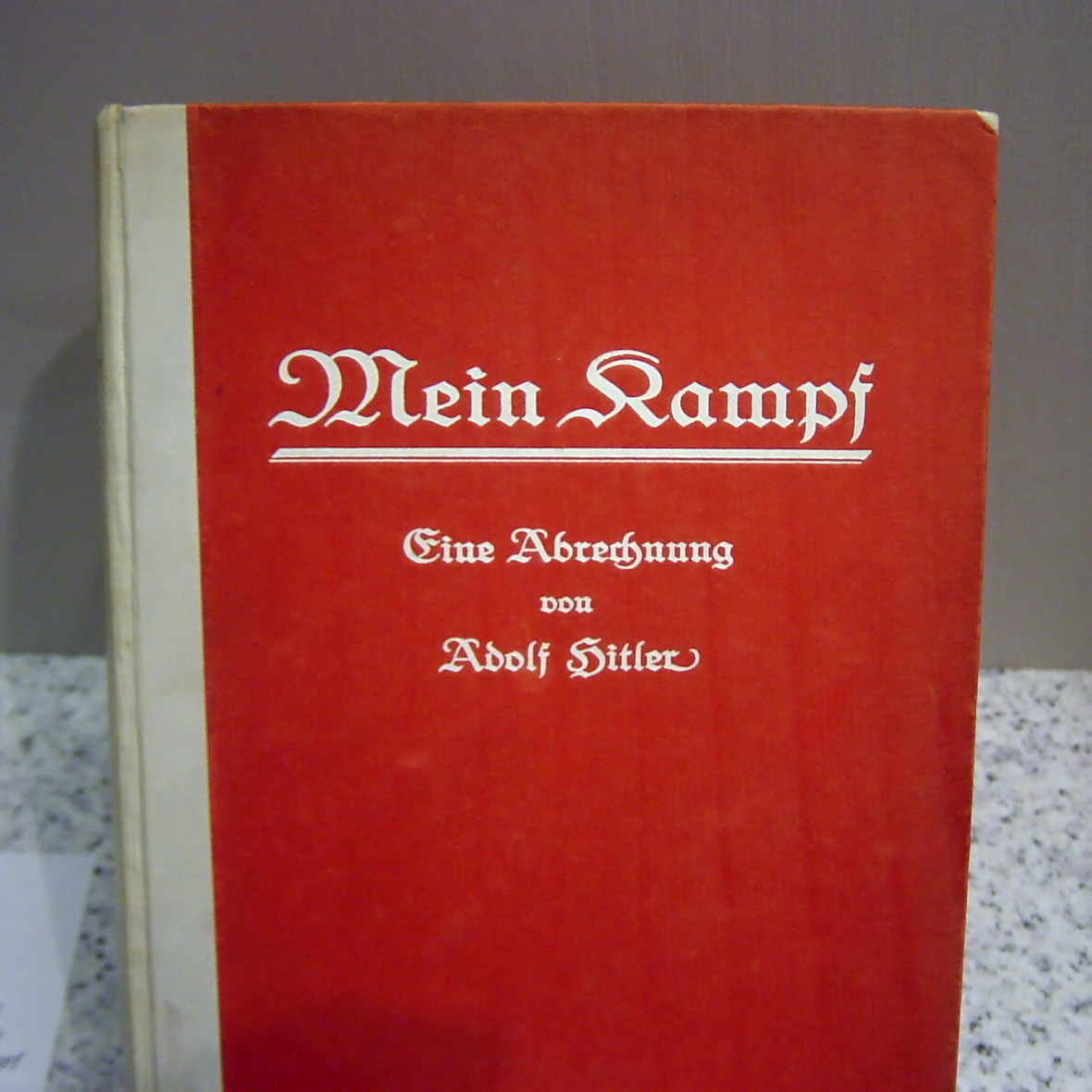
Deutsche Erstausgabe des ersten Bandes von Mein Kampf (Ausstellungsstück des Deutschen Historischen Museums in Berlin)

- 18. Juli: Adolf Hitler veröffentlicht im Zentralverlag der NSDAP (Franz Eher Nachfolger) den ersten Band seines Buches Mein Kampf. Die politisch-ideologische Programmschrift enthält seine stark stilisierte Autobiografie, die seinen Werdegang als Politiker und die Entwicklung seiner Weltanschauung schildert, ist aber in der Hauptsache eine wenig faktenbasierte Kampf- und Propagandaschrift, die dem Neuaufbau der NSDAP als zentral gelenkter Partei unter seiner Führung dienen soll.
- 18. August: Die von Siegfried Jacobsohn herausgegebene Wochenzeitschrift Die Weltbühne beginnt mit der zunächst anonymen Veröffentlichung von Carl Mertens’ Manuskript Hinter den Kulissen der Vaterländischen Verbände, worin er die sogenannten Fememorde innerhalb der Schwarzen Reichswehr aufdeckt. Das öffentliche Interesse an dem Thema bleibt gering.
- 11. Dezember: Mit der Enzyklika Quas primas führt Papst Pius XI. das Christkönigsfest ein.

### Periodika
- Januar: Die letzte Ausgabe der Avantgarde-Zeitschrift L’Esprit Nouveau erscheint. Differenzen zwischen den Herausgebern Amédée Ozenfant und Le Corbusier führen zu ihrer Einstellung. Die seit 1920 herausgegebene Zeitschrift hatte ein breites Spektrum an Themen und Ideen, von Kunst und Literatur, Architektur und Wissenschaft.
- 21. Februar: Die erste Ausgabe des von Harold Ross gegründeten Magazins The New Yorker erscheint. Er gilt heute als eine der renommiertesten Nachrichten-, Kultur- und Literaturzeitschriften weltweit. Im New Yorker erscheinen Kurzgeschichten, Kritiken, Essays, Lyrik, satirische Beiträge und Cartoons sowie aufwendige journalistische Arbeiten.
- Abril: Die Leipziger Satirezeitschrift Der Drache von Hans Reimann stellt ihr Erscheinen nach fünf Jahren ein.
- 10. Juli: Die offizielle Nachrichtenagentur der Sowjetunion, die Telegrafnoe Agentstvo Sovetskovo Soyuza (TASS), wird gegründet.
- Das erste deutsche Rätsel in Kreuzform erscheint in der Berliner Illustrirten.

### Romanverfilmungen

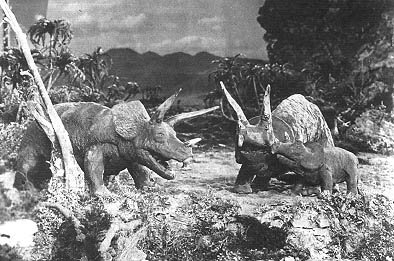
Szenenfoto aus The Lost World

- 8. Februar: Der Abenteuerfilm The Lost World von Harry O. Hoyt hat in den USA seine Uraufführung. Der Stummfilm basiert auf dem Science-Fiction-Abenteuerroman Die vergessene Welt von Arthur Conan Doyle, der auch in der Anfangsszene des Films mit einer Eingangsrede zu sehen ist.
- 6. September: The Phantom of the Opera von Rupert Julian, basierend auf dem nur vierzehn Jahre früher erschienenen Roman Le Fantôme de l’Opéra des französischen Schriftstellers Gaston Leroux hat seine Uraufführung. Die Titelrolle spielt „der Mann der 1.000 Gesichter“ Lon Chaney.
- 20. Dezember: Ben Hur: A Tale of the Christ, eine Verfilmung des gleichnamigen Romans von Lewis Wallace durch Fred Niblo, ist bei seiner Entstehung der bis dahin teuerste Film.

### Literaturpreise
- Büchnerpreis: Wilhelm Michel
- Nobelpreis für Literatur: George Bernard Shaw „für seine sowohl von Idealismus als auch von Humanität getragene Verfasserschaft, deren frische Satire sich oft mit einer eigenartigen poetischen Schönheit vereint“
- Pulitzer-Preis für Drama: Sidney Howard, They Knew What They Wanted
- Pulitzer-Preis für Belletristik: Edna Ferber, So Big!
- Prix Goncourt/Roman: Maurice Genevoix, Raboliot
- Prix Femina: Joseph Delteil, Jeanne d’Arc
- Großer Preis des Samfundet De Nio: Fredrik Vetterlund

## Geboren

### Januar bis März
- 07. Januar: Pierre Gripari, französischer Schriftsteller († 1990)
- 12. Januar: Rolf Wohlgemuth, deutscher Schriftsteller und Hörspielautor († 1998)
- 14. Januar: Mishima Yukio, japanischer Schriftsteller und politischer Aktivist († 1970)
- 19. Januar: Werner Riegel, deutscher Lyriker und Essayist († 1956)
- 20. Januar: Ernesto Cardenal, nicaraguanischer Priester, Poet und Politiker († 2020)
- 20. Januar: Klaus Doderer, deutscher Literaturwissenschaftler († 2023)
- 20. Januar: Eugen Gomringer, bolivianisch-schweizerischer Schriftsteller

- 01. Februar: Alfred Grosser, deutsch-französischer Publizist und Politikwissenschaftler († 2024)
- 04. Februar: Russell Hoban, US-amerikanischer Schriftsteller († 2011)
- 06. Februar: Wolfgang Hammerschmidt, deutscher Dramaturg († 1999)
- 06. Februar: Pramoedya Ananta Toer, indonesischer Schriftsteller († 2006)
- 07. Februar: Herbert Eisenreich, österreichischer Schriftsteller († 1986)
- 10. Februar: Rosemarie Banholzer, deutsche Dichterin († 2023)
- 10. Februar: Mary Elizabeth Bayer, kanadische Kulturpolitikerin und Autorin († 2005)
- 15. Februar: Harald Vock, deutscher Regisseur, Drehbuchautor, Hörspielautor, Produzent und Journalist († 1998)
- 22. Februar: Edward Gorey, US-amerikanischer Autor und Illustrator († 2000)
- 22. Februar: Gerald Stern, US-amerikanischer Lyriker, Erzähler und Essayist († 2022)
- 24. Februar: Etel Adnan, libanesische Schriftstellerin und Malerin († 2021)

- 10. März: Manolis Anagnostakis, griechischer Autor († 2005)
- 11. März: Christopher Anvil, US-amerikanischer Science-Fiction-Autor († 2009)
- 12. März: Harry Harrison, US-amerikanischer Science-Fiction-Schriftsteller († 2012)
- 13. März: Fernando Birri, argentinischer Regisseur, Filmtheoretiker, Dichter und Puppenspieler  († 2017)
- 13. März: Inge Müller, deutsche Schriftstellerin (DDR) († 1966)
- 14. März: John Wain, britischer Romancier († 1994)
- 18. März: Georg Piltz, deutscher Kunsthistoriker, Schriftsteller und Herausgeber († 2011)
- 22. März: Wolfgang Bächler, deutscher Schriftsteller († 2007)
- 23. März: Joachim Illies, deutscher Biologe, Entomologe und Sachbuchautor († 1982)
- 25. März: Pierre Daignault, kanadischer Schauspieler, Folksänger und Schriftsteller († 2003)
- 25. März: Flannery O’Connor, US-amerikanische Schriftstellerin († 1964)
- 31. März: Andrea Bianchi, italienischer Regisseur, Drehbuchautor und Filmeditor († 2013)

### April bis Juni
- 02. April: George MacDonald Fraser, englischer Autor († 2008)
- 04. April: Serge Dassault, französischer Verleger und Politiker († 2018)
- 15. April: Sergio Garrone, italienischer Filmregisseur und Drehbuchautor († 2023)
- 21. April: Sally Perel, überlebte als Jude in der deutschen Hitlerjugend, Autor von „Ich war Hitlerjunge Salomon“ († 2023)
- 28. April: Henry Luce III., US-amerikanischer Verleger († 2005)
- 30. April: Rudolf Radke, deutscher Journalist und Publizist († 2015)

- 01. Mai: Clay Blair, US-amerikanischer Historiker und Sachbuchautor († 1998)
- 07. Mai: Wolf Schneider, deutscher Journalist, Sachbuchautor und Sprachkritiker († 2022)
- 08. Mai: André-Paul Duchâteau, belgischer Comic-Autor († 2020)
- 09. Mai: Heimrad Bäcker, österreichischer Schriftsteller und Herausgeber († 2003)
- 10. Mai: Hashida Sugako, japanische Fernsehautorin und Essayistin († 2021)
- 11. Mai: Rubem Fonseca, brasilianischer Schriftsteller († 2020)
- 13. Mai: Walter Plata, deutscher Schriftsetzer und Typograf († 2005)
- 22. Mai: Emilio Carballido, mexikanischer Dramatiker und Drehbuchautor († 2008)
- 24. Mai: Gladys Afamado, uruguayische Künstlerin und Schriftstellerin († 2024)
- 25. Mai: Rosario Castellanos, mexikanische Dichterin und Schriftstellerin († 1974)
- 25. Mai: Claude Pinoteau, französischer Drehbuchautor und Filmregisseur († 2012)
- 26. Mai: Glória de Sant’Anna, portugiesische Dichterin († 2009)
- 27. Mai: Jean-Paul Aron, französischer Journalist, Schriftsteller und Philosoph († 1988)
- 27. Mai: Tony Hillerman, US-amerikanischer Autor von Kriminalromanen († 2008)
- 29. Mai: Horst Beseler, deutscher Schriftsteller († 2020)

- 03. Juni: Gerhard Zwerenz, deutscher Schriftsteller († 2015)
- 10. Juni: James Salter, US-amerikanischer Schriftsteller († 2015)
- 21. Juni: Stanley Moss, US-amerikanischer Dichter, Verleger und Kunsthändler († 2024)
- 28. Juni: Antonio Amurri, italienischer Schriftsteller und Humorist († 1992)
- 30. Juni: Philippe Jaccottet, französisch schreibender Lyriker, Essayist und Übersetzer († 2021)

### Juli bis September
- 01. Juli: Heinrich Wiesner, Schweizer Schriftsteller († 2019)
- 05. Juli: Jean Raspail, französischer Schriftsteller († 2020)
- 09. Juli: Mary de Rachewiltz, italienisch-amerikanische Schriftstellerin und Übersetzerin
- 18. Juli: François Augiéras, französischer Autor († 1971)
- 19. Juli: Jean-Pierre Faye, französischer Schriftsteller, Philosoph und Literaturhistoriker
- 20. Juli: Frantz Fanon, französischer Schriftsteller und Vordenker der Entkolonialisierung († 1961)
- 24. Juli: Ignacio Aldecoa, spanischer Schriftsteller († 1969)
- 26. Juli: Hans Bergel, deutscher Schriftsteller und Journalist († 2022)
- 26. Juli: Ana María Matute, spanische Schriftstellerin († 2014)

- 01. August: Ernst Jandl, österreichischer Dichter († 2000)
- 09. August: Alfred Antkowiak, deutscher Verlagslektor und Schriftsteller († 1976)
- 11. August: Carl Rowan, US-amerikanischer Journalist und Autor († 2000)
- 12. August: Norris McWhirter, britischer Verleger († 2004)
- 12. August: Kerstin Thorvall, schwedische Schriftstellerin, Illustratorin und Journalistin († 2010)
- 12. August: Thor Vilhjálmsson, isländischer Schriftsteller († 2011)
- 15. August: Leonie Ossowski, deutsche Schriftstellerin († 2019)
- 18. August: Brian Aldiss, britischer Science-Fiction-Autor († 2017)
- 19. August: Claude Gauvreau, kanadischer Schriftsteller († 1971)
- 25. August: Thea Astley, australische Schriftstellerin († 2004)
- 27. August: Maruya Saiichi, japanischer Schriftsteller († 2012)
- 31. August: Vratislav Blažek, tschechischer Dramaturg und Filmszenarist, Liedtexter († 1973)

- 01. September: Madeleine Chapsal, französische Journalistin und Schriftstellerin († 2024)
- 06. September: Andrea Camilleri, italienischer Schriftsteller († 2019)
- 10. September: Edgar Külow, deutscher Kabarettist, Schauspieler, Synchronsprecher und Autor († 2012)
- 15. September: Giuseppe Fava, italienischer Journalist und Schriftsteller († 1984)
- 18. September: Luigi Pintor, italienischer Journalist, Publizist und Politiker († 2003)
- 19. September: Ōshiro Tatsuhiro, japanischer Schriftsteller († 2020)
- 24. September: Irma Holder, deutsche Schlagertexterin († 2019)
- 24. September: Tsuji Kunio, japanischer Schriftsteller und Hochschullehrer († 1999)
- 27. September: Franc Zadravec, slowenischer Literaturwissenschaftler († 2016)
- 30. September: Horacio Armani, argentinischer Journalist und Lyriker († 2013)

### Oktober bis Dezember
- 01. Oktober: Finn Carling, norwegischer Schriftsteller († 2004)
- 01. Oktober: Benno Pludra, deutscher Schriftsteller († 2014)
- 02. Oktober: Kin Sekihan, japanischer Schriftsteller
- 03. Oktober: Gore Vidal, US-amerikanischer Schriftsteller († 2012)
- 05. Oktober: Roberto Juarroz, argentinischer Schriftsteller († 1995)
- 08. Oktober: Iradsch Afschār, iranischer Bibliothekswissenschaftler und Historiker († 2011)
- 08. Oktober: Olle Hellbom, schwedischer Regisseur und Drehbuchautor († 1982)
- 09. Oktober: Barbara König, deutsche Schriftstellerin und Hörspielautorin († 2011)
- 09. Oktober: Markus Kutter, Schweizer Historiker, Werber, Publizist und Politiker († 2005)
- 11. Oktober: Elmore Leonard, US-amerikanischer Schriftsteller († 2013)
- 12. Oktober: Hilde von Lang, deutsche Verlegerin  († 2011)
- 13. Oktober: Dora Dunkl, deutsch-österreichische Lyrikerin und Schriftstellerin († 1982)
- 13. Oktober: Frank D. Gilroy, US-amerikanischer Autor und Regisseur († 2015)
- 15. Oktober: Vitus B. Dröscher, deutscher Sachbuchautor († 2010)
- 19. Oktober: Zvonimir Bajsić, jugoslawischer Dramatiker, Regisseur und Übersetzer († 1987)
- 20. Oktober: Art Buchwald, US-amerikanischer Publizist und Humorist († 2007)
- 31. Oktober: Heinrich Hannover, deutscher Jurist und Autor († 2023)

- 03. November: Dieter Wellershoff, deutscher Schriftsteller († 2018)
- 06. November: Jean Aurel, französischer Drehbuchautor und Filmregisseur († 1996)
- 10. November: Friedrich August Kloth, deutscher Redakteur und Autor
- 15. November: Heinz Piontek, deutscher Schriftsteller († 2003)
- 16. November: Helmut Schreiber, deutscher Schauspieler, Autor, Regisseur und Synchron- und Hörspielsprecher († 1995)
- 30. November: Vojtěch Jasný, tschechischer Regisseur und Drehbuchautor († 2019)

- 02. Dezember: Jacques Lacarrière, französischer Schriftsteller († 2005)
- 06. Dezember: Carl Andrießen, deutscher Drehbuchautor, Satiriker und Kritiker († 1993)
- 08. Dezember: Carmen Martín Gaite, spanische Schriftstellerin († 2000)
- 12. Dezember: Ahmad Schamlou, persischer Dichter († 2000)
- 17. Dezember: Calvin Tomkins, US-amerikanischer Schriftsteller und Kunstkritiker
- 19. Dezember: Tankred Dorst, deutscher Dramatiker und Schriftsteller († 2017)
- 22. Dezember: Károly Makk, ungarischer Filmregisseur und Drehbuchautor  († 2017)
- 25. Dezember: Richard Gruner, deutscher Unternehmer und Verleger († 2010)
- 29. Dezember: Heinrich Rieker, deutscher Journalist und Schriftsteller († 2015)
- 31. Dezember: Irina Korschunow, deutsche Schriftstellerin († 2013)

## Gestorben
- 31. Januar: George Washington Cable, US-amerikanischer Schriftsteller (* 1844)
- 5. Februar: Antti Aarne, finnischer Märchenforscher (* 1867)
- 15. Februar: Kinoshita Rigen, japanischer Lyriker (* 1886)
- 24. Februar: Alois Mrštík, tschechischer Schriftsteller und Dramaturg (* 1861)

- 2. März: Luigj Gurakuqi, albanischer Schriftsteller und Politiker (* 1879)
- 5. März: Michel Verne, französischer Schriftsteller (* 1861)

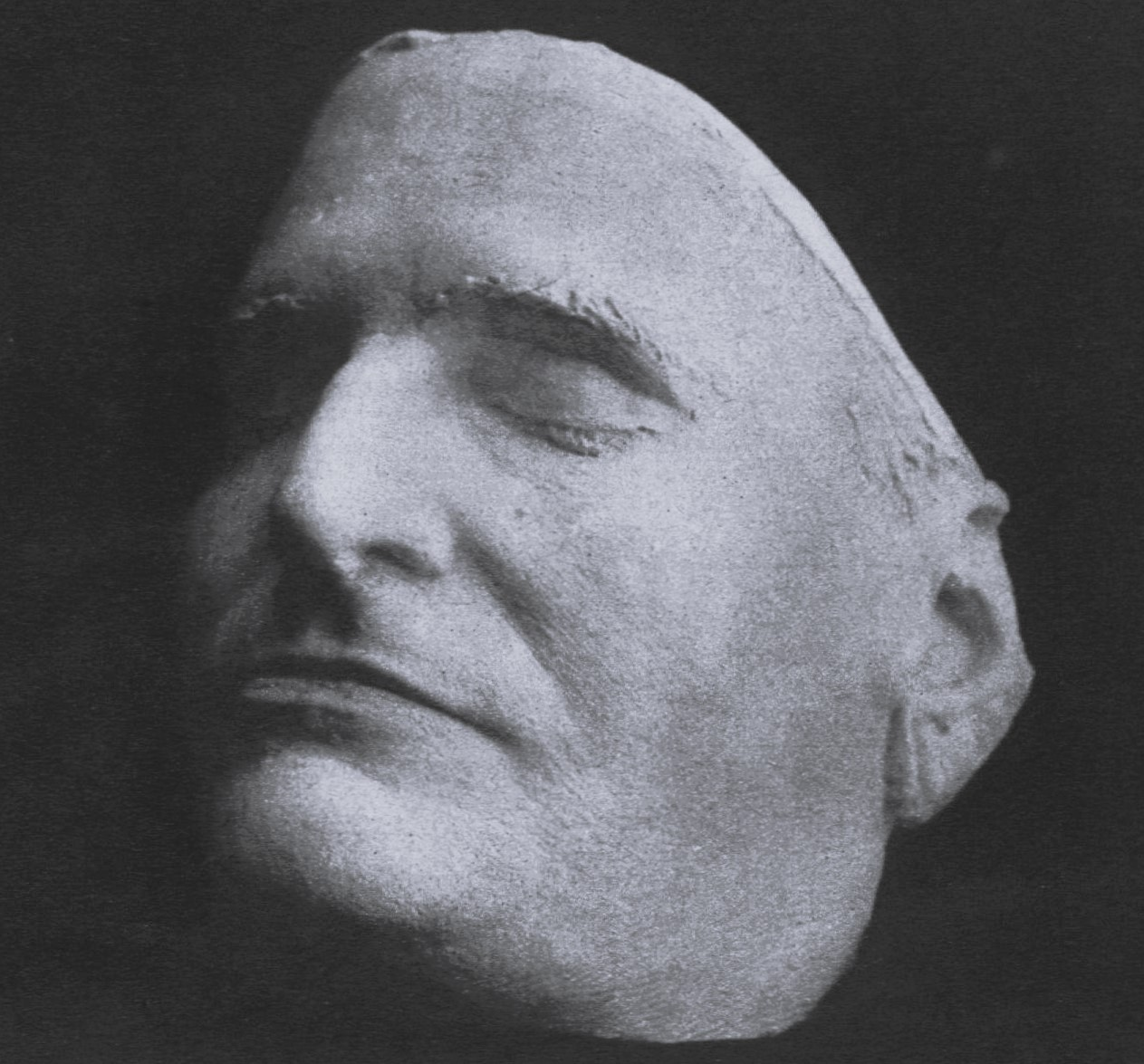
Die Totenmaske Hugo Bettauers

- 26. März: Hugo Bettauer, österreichischer Schriftsteller (* 1872)

- 9. April: Fritz Baedeker, deutscher Verleger (* 1844)
- 9. April: Johannes Mayerhofer, österreichischer Künstler und Autor (* 1859)
- 18. April: Stella Blandy, französische Schriftstellerin, Übersetzerin und Feministin (* 1836)

- 7. Mai: Teuvo Pakkala, finnischer Schriftsteller (* 1862)
- 12. Mai: Amy Lowell, US-amerikanische Frauenrechtlerin und Dichterin (* 1874)
- 24. Mai: Georges de Montenach, Schweizer Autor und Politiker (* 1862)
- 30. Mai: Arthur Moeller van den Bruck, deutscher Schriftsteller (* 1876)

- 3. Juni: Camille Flammarion, französischer Astronom und Autor populärwissenschaftlicher Schriften (* 1842)
- 4. Juni: Pierre Louÿs, französischer Schriftsteller (* 1870)
- 13. Juni: Henny Koch, deutsche Schriftstellerin und Übersetzerin (* 1854)
- 15. Juli: Mary Cholmondeley, britische Schriftstellerin (* 1859)

- 20. August: Jakob Christoph Heer, Schweizer Schriftsteller (* 1859)
- 22. September: Moritz Heimann, deutscher Schriftsteller und Journalist (* 1868)

- 11. Oktober: Doris von Scheliha, deutsche Schriftstellerin (* 1847)
- 24. Oktober: Jindřich Šimon Baar, katholischer Priester und Schriftsteller, Vertreter des Realismus (* 1869)
- 12. November: Tominaga Tarō, japanischer Schriftsteller (* 1901)
- 25. November: Vajiravudh, König von Siam, außerdem Autor und Übersetzer von Dramen, Kurzgeschichten, Gedichten, Essays und Sachtexten. (* 1881)

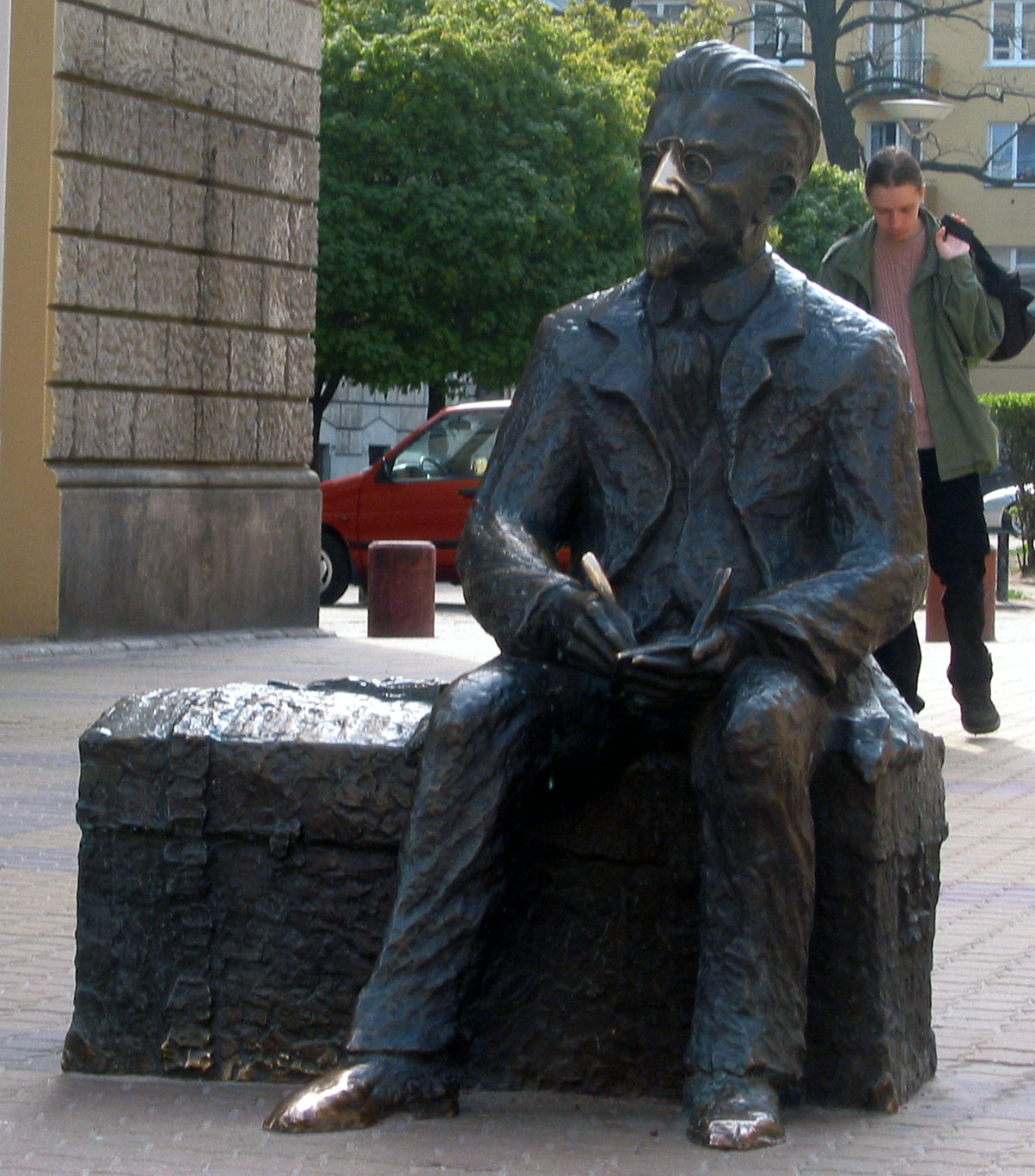
Reymont-Denkmal in Łódź

- 5. Dezember: Władysław Reymont, polnischer Schriftsteller, Nobelpreisträger (* 1867)
- 26. Dezember: Georg Thieme, deutscher Verleger (* 1860)
- 28. Dezember: Sergei Jessenin, sowjetischer Lyriker (* 1895)
- 29. Dezember: Félix Vallotton, Schweizer, später französischer Maler, Holzstecher und Schriftsteller (* 1865)